# 日本救急医学会東北地方会
日本救急医学会東北地方会（にほんきゅうきゅういがくかいとうほくちほうかい）は、東北地区の救急医学の進歩発展を図るために設立された学術団体。参加県は、青森・岩手・宮城・秋田・山形・福島・新潟。主たる事務所を仙台市青葉区星陵町1番1号 東北大学大学院医学系研究科 外科病態学講座 救急医学分野に置いている。 

## 沿革
1987年12月に第1回東北救急医学会として開催され、日本救急医学会の内規「地方会は3回以上総会を開催した後に、日本救急医学会地方会として認める」により、第3回目開催後に日本救急医学会地方会に改称。以降、東北地方における救急医学の進歩・発展を図り，救急医学の普及に貢献することを目的として活動。医師部会・看護部会・救急隊員学術研究会から構成される。新潟県は、2004年より、正式に参加した。

## 事業
- 日本救急医学会の地方会として学術集会の開催、機関誌・論文・図書・研究資料の刊行、日本国内外の関係団体との協力活動などを行う